# Angoville (Calvados)
Angoville település Franciaországban, Calvados megyében. Lakosainak száma 25 fő (2018. január 1.). Angoville Acqueville, Bonnœil, Donnay, Martainville és Meslay községekkel határos.

## Népesség
A település népességének változása:
| Lakosok száma | 51   | 45   | 40   | 30   | 30   | 34   | 32   | 28   | 27   | 25   |
|               | 1968 | 1975 | 1982 | 1999 | 2006 | 2011 | 2013 | 2016 | 2017 | 2018 |